# Leptobatopsis indica
Leptobatopsis indica är en stekelart som först beskrevs av Cameron 1897.  Leptobatopsis indica ingår i släktet Leptobatopsis och familjen brokparasitsteklar. Inga underarter finns listade i Catalogue of Life.